# Kovačevo
Kovačevo település Szerbiában, a Raskai körzet Novi Pazar községében.

## Népességváltozás
- 1948-ban 439 lakosa volt.
- 1953-ban 478 lakosa volt.
- 1961-ben 454 lakosa volt.
- 1971-ben 415 lakosa volt.
- 1981-ben 329 lakosa volt.
- 1991-ben 302 lakosa volt.
- 2002-ben 243 lakosa volt, akik közül 242 szerb (99,58%) és 1 ismeretlen (0,41%).